# Rio Open 2017
Rio Open presented by Claro 2017 byl profesionální tenisový turnaj mužského okruhu ATP World Tour, hraný v areálu Jockey Club Brasileiro na otevřených antukových dvorcích. Konal se mezi 20. až 26. únorem 2017 v brazilském Riu de Janeiru jako čtvrtý ročník turnaje.
Mužská část se řadila do kategorie ATP World Tour 500 s celkovou dotací
1 439 995 amerických dolarů. Jednalo se o premiérový ročník bez ženské poloviny, která byla v rámci WTA Tour zrušena.  
Nejvýše nasazeným v singlové soutěži se stal japonský pátý tenista světa Kei Nišikori, který dohrál v úvodním kole na raketě Brazilce Thomaze Bellucciho. Jako poslední přímý účastník do dvouhry nastoupil 96. brazilský hráč žebříčku Rogério Dutra da Silva.
Osmou singlovou trofej, a šestou antukovou, na okruhu ATP Tour vyhrála světová osmička  Dominic Thiem z Rakouska. Premiérový společný titul ze čtyřhry na okruhu si odvezl španělsko-uruguayský pár Pablo Carreño Busta a Pablo Cuevas.

## Rozdělení bodů a finančních odměn

### Rozdělení bodů
| Soutěž       | vítězové | finalisté | semifinalisté | čtvrtfinalisté | 16 v kole | 32 v kole | Q  | Q2 | Q1 |
| ------------ | -------- | --------- | ------------- | -------------- | --------- | --------- | -- | -- | -- |
| dvouhra mužů | 500      | 300       | 180           | 90             | 45        | 0         | 20 | 10 | 0  |
| čtyřhra mužů | 500      | 300       | 180           | 90             | —         | —         | —  | —  | —  |

### Finanční odměny
| Soutěž                              | vítězové | finalisté | semifinalisté | čtvrtfinalisté | 16 v kole | 32 v kole | Q2     | Q1     |
| ----------------------------------- | -------- | --------- | ------------- | -------------- | --------- | --------- | ------ | ------ |
| dvouhra muž                         | $314 880 | $154 370  | $77 380       | $39 500        | $20 515   | $10 820   | $2 395 | $1 220 |
| čtyřhra mužů                        | $94 800  | $46 410   | $23 280       | $11 950        | $6 180    | —         | —      | —      |
| částka ve čtyřhře je uvedena na pár |          |           |               |                |           |           |        |        |

## Dvouhra mužů

### Nasazení
| Stát                          | Hráč                 | ATP | Nasazení |
| ----------------------------- | -------------------- | --- | -------- |
| Japonsko                      | Kei Nišikori         | 5.  | 1.       |
| Rakousko                      | Dominic Thiem        | 8.  | 2.       |
| Uruguay                       | Pablo Cuevas         | 22. | 3.       |
| Španělsko                     | Pablo Carreño Busta  | 25. | 4.       |
| Španělsko                     | Albert Ramos-Viñolas | 26. | 5.       |
| Španělsko                     | David Ferrer         | 27. | 6.       |
| Itálie                        | Paolo Lorenzi        | 37. | 7.       |
| Portugalsko                   | João Sousa           | 41. | 8.       |
| Žebříček ATP k 13. únoru 2017 |                      |     |          |

### Jiné formy účasti
Následující hráči obdrželi divokou kartu do hlavní soutěže:
- Casper Ruud[6]
- João Souza
- Janko Tipsarević[7]

Následující hráči postoupili z kvalifikace:
- Roberto Carballés Baena
- Marco Cecchinato
- Arthur De Greef
- Nicolás Kicker

Následující hráč postoupil z kvalifikace jako tzv. šťastný poražený:
- Víctor Estrella Burgos

### Odhlášení
před zahájením turnaje
- Gerald Melzer (nemoc) → nahradil jej  Víctor Estrella Burgos

## Mužská čtyřhra

### Nasazení
| Stát                                                                                   | Hráč                 | Stát     | Hráč         | ATP | Nasazení |
| -------------------------------------------------------------------------------------- | -------------------- | -------- | ------------ | --- | -------- |
| Spojené království                                                                     | Jamie Murray         | Brazílie | Bruno Soares | 15. | 1.       |
| Polsko                                                                                 | Łukasz Kubot         | Brazílie | Marcelo Melo | 29. | 2.       |
| Španělsko                                                                              | Pablo Carreño Busta  | Uruguay  | Pablo Cuevas | 59. | 3.       |
| Kolumbie                                                                               | Juan Sebastián Cabal | Kolumbie | Robert Farah | 62. | 4.       |
| Žebříček ATP k 13. únoru 2017; číslo je součtem žebříčkového postavení obou členů páru |                      |          |              |     |          |

### Jiné formy účasti
Následující páry obdržely divokou kartu do hlavní soutěže:
- Thomaz Bellucci /  Thiago Monteiro
- Fabrício Neis /  João Souza

Následující pár postoupil z kvalifikace:
- Facundo Bagnis /  Gastão Elias

## Přehled finále

### Mužská dvouhra
- Dominic Thiem vs.  Pablo Carreño Busta, 7–5, 6–4

### Mužská čtyřhra
- Pablo Carreño Busta /  Pablo Cuevas vs.   Juan Sebastián Cabal /  Robert Farah, 6–4, 5–7, [10–8]